# Brachyscominae
La  Brachyscominae  Nesom, 1994 è una sottotribù di piante angiosperme dicotiledoni della famiglia delle Asteraceae (sottofamiglia Asteroideae e tribù Astereae/clade Aster lineage).

## Etimologia
Il nome della sottotribù deriva dal nome del suo genere tipo che deriva dal greco antico "βραχύς" (brachýs), che significa "corto", e "σκόμη" (skómē), che significa "capelli, chioma, criniera"..
Il nome scientifico della sottotribù è stato definito dal botanico Nesom (1945-)  nella pubblicazione " Phytologia; Designed to Expedite Botanical Publication. New York " ( Phytologia 76: 203) del 1994.

## Descrizione

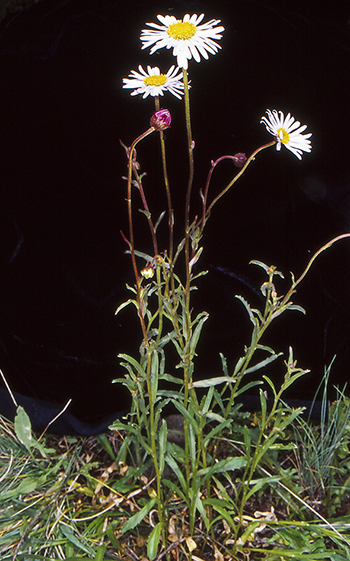
Il portamento
Brachyscome_aculeata

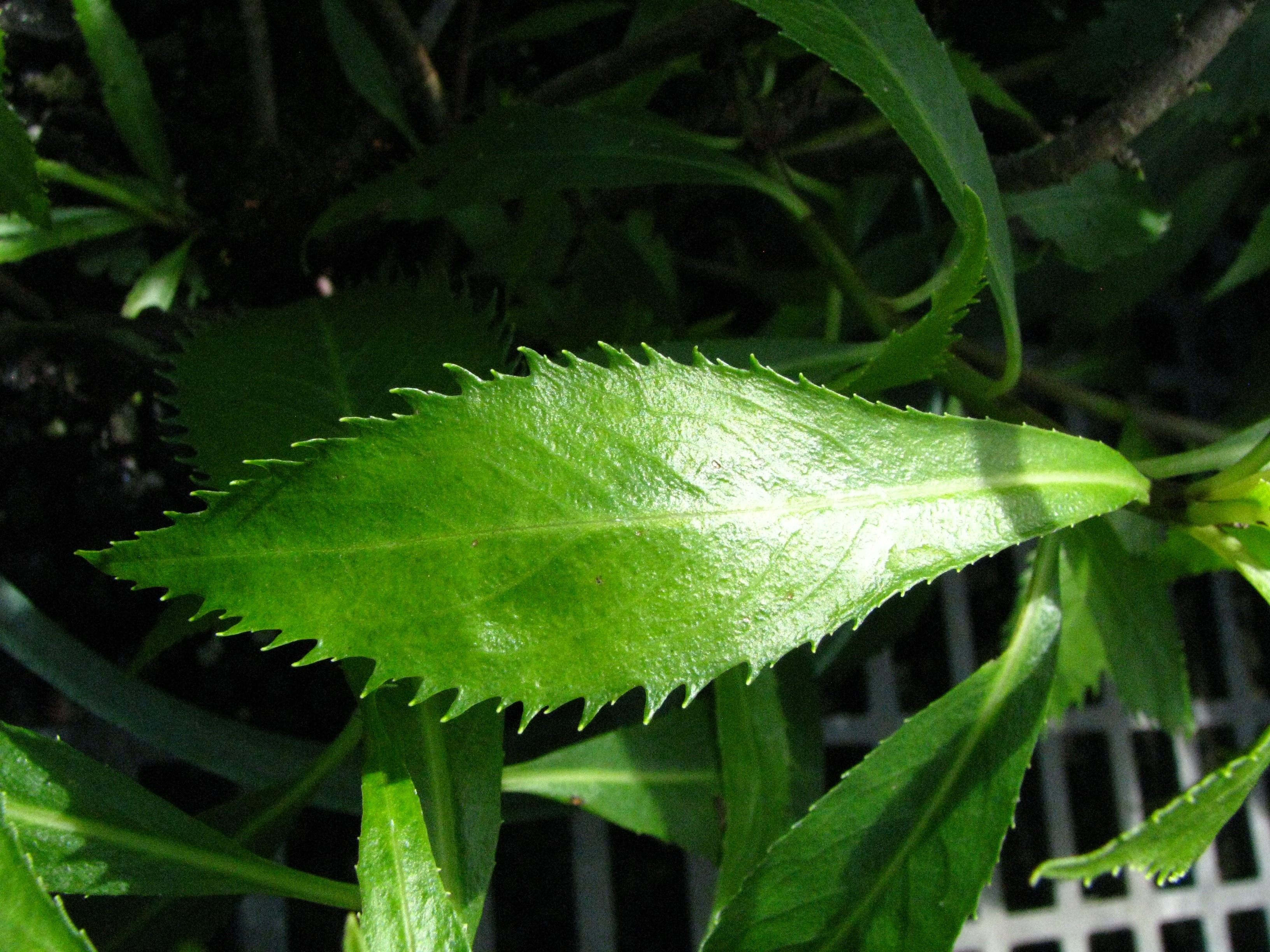
Le foglie
Remya_montgomeryi

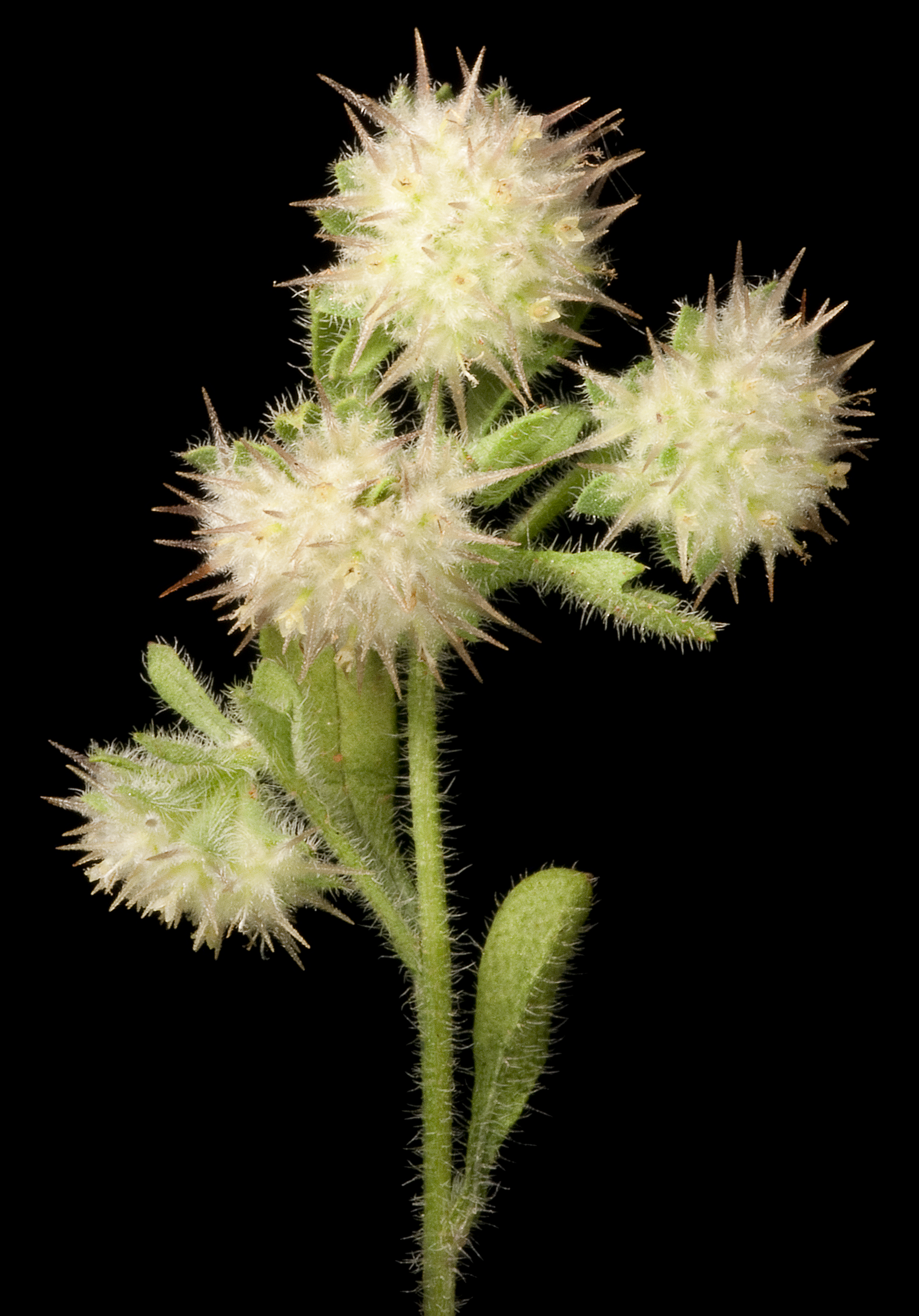
Infiorescenza
Calotis_hispidula

Portamento. Le specie di questo gruppo hanno un habitus di tipo annuale o perenne erbaceo, sub-arbustivo o arbustivo. Alcune specie sono aromatiche.
Fusto. La parte aerea in genere è eretta, semplice o ramosa. 
Foglie. Le foglie in genere sono disposte in modo alternato, picciolate o sessili. Si distinguono in basali (possono formare una rosetta basale) e in cauline (in genere di minori dimensioni). La lamina è semplice o pennata o lobata. Le foglie in genere sono prive di ghiandole.
Infiorescenza. Le sinflorescenze sono sia scapose (capolini solitari) che composte da alcuni capolini. Le infiorescenze vere e proprie sono composte da un capolino terminale peduncolato di tipo radiato con fiori eterogami. I capolini sono formati da un involucro, con forme da cilindriche a campanulate, composto da diverse brattee, al cui interno un ricettacolo fa da base ai fiori di due tipi: fiori del raggio e fiori del disco. Le brattee, piatte e non carenate ma con un ampio margine ialino e a consistenza erbacea, sono disposte in modo più o meno embricato su più serie. Il ricettacolo in genere è nudo ossia senza pagliette a protezione della base dei fiori; la forma varia da piana a conica.
Fiori.  I fiori sono tetra-ciclici (formati cioè da 4 verticilli: calice – corolla – androceo – gineceo) e pentameri (calice e corolla formati da 5 elementi). Si distinguono in:
- fiori del raggio (esterni): sono femminili e sono disposti su una sola serie; la forma è ligulata (zigomorfa);
- fiori del disco (centrali): sono più numerosi con forme brevemente tubulose (attinomorfe); sono ermafroditi o (raramente) funzionalmente maschili.

- Formula fiorale:

*/x K {\displaystyle \infty }, [C (5), A (5)], G 2 (infero), achenio
- Calice: i sepali del calice sono ridotti ad una coroncina di squame.

- Corolla: la forma della corolla alla base è più o meno imbutiforme, mentre all'apice è ligulata a 5 (raramente 3) denti (i fiori del raggio) o brevemente tubolare con 5 (raramente 4) lobi (i fiori del disco); i lobi, patenti o eretti, hanno una forma deltata o più o meno lanceolata. I colori della corolla sono giallo (i fiori del disco) e violaceo, bianco o blu (i fiori del raggio).

- Androceo: l'androceo è formato da 5 stami sorretti da filamenti generalmente liberi; gli stami sono connati e formano un manicotto circondante lo stilo; le teche (produttrici del polline) alla base sono troncate e sono lievemente auricolate (molto raramente sono speronate o hanno una coda); le appendici apicali delle antere hanno delle forme piatte e lanceolate; il tessuto endoteciale (rivestimento interno dell'antera) è quasi sempre polarizzato (con due superfici distinte: una verso l'esterno e una verso l'interno). Il polline è sferico con un diametro medio di circa 25 micron;  è tricolporato (con tre aperture sia di tipo a fessura che tipo isodiametrica o poro) ed è echinato (con punte sporgenti).[8][11]

- Gineceo: l'ovario è infero uniloculare formato da 2 carpelli.[4] Lo stilo (il recettore del polline) è profondamente bifido (con due stigmi divergenti) e con le linee stigmatiche marginali separate.[12] I due bracci dello stilo hanno una forma deltoide e sono papillosi o ricoperti da ciuffi di peli.

Frutti. I frutti sono degli acheni con un scarso pappo; in alcune specie è presente un certo dimorfismo (gli acheni dei fiori del raggio differiscono dagli acheni dei fiori del disco);
- achenio: gli acheni, con forme obovate, sono lateralmente compressi (piatti) con due nervature laterali, sono inoltre alati (o con protuberanze distali); la superficie normalmente è cosparsa da setole, qualche volta ghiandolose; la parete dell'achenio è formata da celle contenenti rafidi ma prive di fitomelanina; il carpoforo normalmente è anulare; sono presenti setole con punte a forma di ancora;
- pappo: il pappo, normalmente è mancante o ridotto, altrimenti è formato da una serie di setole. A volte sono presenti solamente alcune minute scaglie.[8]

## Biologia
Impollinazione: l'impollinazione avviene tramite insetti (impollinazione entomogama tramite farfalle diurne e notturne).

Riproduzione: la fecondazione avviene fondamentalmente tramite l'impollinazione dei fiori (vedi sopra).

Dispersione: i semi (gli acheni) cadendo a terra sono successivamente dispersi soprattutto da insetti tipo formiche (disseminazione mirmecoria). In questo tipo di piante avviene anche un altro tipo di dispersione: zoocoria. Infatti gli uncini delle brattee dell'involucro (se presenti) si agganciano ai peli degli animali di passaggio disperdendo così anche su lunghe distanze i semi della pianta. Inoltre per merito del pappo il vento può trasportare i semi anche a distanza di alcuni chilometri (disseminazione anemocora).

## Distribuzione e habitat
Le specie di questa sottotribù sono distribuite soprattutto in Australia e Nordamerica. Oltre 60 specie di questo gruppo sono endemiche dell'Australia.

## Sistematica
La famiglia di appartenenza di questa voce (Asteraceae o Compositae, nomen conservandum) probabilmente originaria del Sud America, è la più numerosa del mondo vegetale, comprende oltre 23.000 specie distribuite su 1.535 generi, oppure 22.750 specie e 1.530 generi secondo altre fonti (una delle checklist più aggiornata elenca fino a 1.679 generi). La famiglia attualmente (2021) è divisa in 16 sottofamiglie; la sottofamiglia Asteroideae è una di queste e rappresenta l'evoluzione più recente di tutta la famiglia.

### Filogenesi
Il gruppo di questa voce è descritto nella tribù Astereae, una delle 21 tribù della sottofamiglia Asteroideae). Da un punto di vista filogenetico, la tribù Astereae fa parte del supergruppo (o sottofamiglia) "Asteroideae grade"; l'altro è il supergruppo "Non-Asteroideae" contenente il resto delle sottofamiglie delle Asteraceae. All'interno del supergruppo è vicina alle tribù Senecioneae, Calenduleae, Gnaphalieae e Anthemideae.
I caratteri più notevoli della tribù Astereae sono: la base delle antere sono prive di code e non sono calcarate (speronate); le linee stigmatiche dei bracci dello stilo sono totalmente separate; i due bracci dello stilo hanno una forma breve o allungata da lanceolata a deltoide e possono essere papillosi o ricoperti da ciuffi di peli (all'esterno, mentre all'interno sono glabri). La distribuzione della maggior parte delle specie di questo gruppo è nelle regioni temperate nord e sud.
In base alle ultime ricerche nella tribù sono stati individuati (provvisoriamente) 5 principali lignaggi:
- Basal grade: include alcuni generi isolati, il gruppo "South American-Oceania",  alcune sottotribù africane e il gruppo dei generi legnosi del Madagascar.
- Bellis lineage: comprende le sottotribù eurasiatiche e una sottotribù africana.
- Aster lineage: include i generi asiatici di Asterinae e i principali gruppi dell'Australia e dell'Oceania.
- Baccharis lineage: include alcuni gruppi sudamericani.
- North American lineage: include la vasta gamma di sottotribù del Nordamerica, Messico e alcuni gruppi distribuiti nel Sudamerica.

La sottotribù Brachyscominae è inclusa nel Aster lineage i cui caratteri principali sono: la base delle antere sono prive di code e non sono calcarate (speronate); le linee stigmatiche dei bracci dello stilo sono totalmente separate; i due bracci dello stilo hanno una forma breve o allungata da lanceolata a deltoide e possono essere papillosi o ricoperti da ciuffi di peli (all'esterno, mentre all'interno sono glabri). La distribuzione della maggior parte delle specie di questo gruppo è nelle regioni temperate nord e sud.
La sottotribù Brachyscominae comprende oltre trenta generi suddivisi nella seguente tassonomia:
| Clade                         | Generi |
| ----------------------------- | --- |
| Brachyscome group             | Brachyscome - Ceratogyne - Allittia - Pembertonia - Roebuckiella                                                                               |
| Calotis group                 | Calotis - Erodiophyllum |
| Vittadinia group              | Peripleura - Tetramolopium - Vittadinia |
| Elachanthus group             | Elachanthus - Isoetopsis - 'Kippistia - Minuria (parte)                                                                                        |
| Incertae sedis                | Achnophora - Camptacra - Dichromochlamys - Dimorphocoma - Hullsia - Iotasperma - Ixiochlamys - Minuria (parte) - Pappochroma - Pilbara - Remya |
| Olearia Moench sensu stricto  | Olearia sect. Olearia - Olearia sect. Asterotriche - Olearia sect. Eriotriche                                                                  |
| Unresolved Olearia segregates | Landerolaria - Neolaria - Phaseolaster- Walsholaria - Muellerolaria - Spongotrichum - Linealia - Vicinia - Wollemiaster - Ephedrides           |

Note:
(1) Nel gruppo "Elachanthus" è descritto anche il genere Chondropyxis  D.A.Cooke, 1986 attualmente posizionato provvisoriamente nella sottotribù Gnaphaliinae (tribù 	Gnaphalieae).
(2) Nel gruppo "Elachanthus" è descritto anche il genere Minuria (parte) DC. che apparentemente sembra polifiletico: la specie Minuria cunninghamii (DC.) Benth. è più vicina a questo gruppo che ad altri (forse anche le specie Minuria integerrima Benth. e Minuria macrorhiza (DC.) Lander si trovano nella medesima situazione).
I caratteri distintivi delle specie di questa sottotribù sono:
- il portamento è soprattutto erbaceo con foglie a disposizione alterna e margini continui (non rosulate);
- capolini perlopiù solitari di tipo radiato con fiori eterogami;
- sono presenti sia i fiori del raggio (ligule corte e attorcigliate) che del disco;
- gli acheni sono sericei;
- il pappo è vario (assente - con scaglie - con setole).

Il numero cromosomico delle specie di questo gruppo n = 9 di base ridotti a n=8, 7, 6, 5, 4, 3 e 2.

### Composizione della sottotribù
La sottotribù Brachyscominae comprende 35 generi e 442 specie.
| Genere                                   | N. specie                                                          | Distribuzione                                                 | Caratteri più significativi | Numeri cromosomici                               | Fiori |
| ---------------------------------------- | ------------------------------------------------------------------ | ------------------------------------------------------------- | --- | ------------------------------------------------ | ----- |
| Achnophora F.Muell., 1883                | Una specie: Achnophora tatei F.Muell., 1883                        | Australia meridionale                                         | Il portamento è erbaceo acaulescente. - Il ricettacolo è provvisto di pagliette. |                                                  |       |
| Allittia P.S.Short, 2004                 | 2                                                                  | Australia e Tasmania                                          | Il portamento è erbaceo (non legnoso), glauco e scapiforme. - L'indumento è fatto di peli lunghi, grossolani simili a seta. - I fiori del disco sono bisessuali. - Gli stili dei fiori del disco non hanno appendici lunghe o oblunghe. - Gli acheni sono sottili.                            | 2n = 18                                          |       |
| Brachyscome Cass., 1816                  | 98                                                                 | Nuova Guinea, Australia, Tasmania e Nuova Zelanda             | I fiori del disco in maggioranza sono bisessuali. - Gli acheni sono privi di protuberanze distali. - Il pappo è assente o formato da minute scaglie. | 2n = 18; ridotti a 2n = 16, 14, 12, 10, 8, 6 e 4 |       |
| Calotis R.Br., 1820                      | 27                                                                 | Australia                                                     | I fiori del disco sono funzionalmente maschili. - Il pappo è assente o formato da subulate e erette scaglie. | 2n = 16. Ridotto a 2n = 14, 10 e 8               |       |
| Camptacra N.T.Burb., 1982                | 4                                                                  | Australia orientale e Nuova Guinea                            | La parte erbacea si genera da una radice legnosa. - Gli ovari dei fiori del disco sono fertili. - Gli acheni hanno 3 paia di nervature facciali. | 2n = 18                                          |       |
| Ceratogyne Turcz., 1851                  | Una specie: Ceratogyne obionoides Turcz., 1851                     | Australia                                                     | I capolini sono minuscoli con brattee in un'unica serie. - I fiori del disco sono funzionalmente staminali (maschili). - I fiori del raggio hanno delle ligule ridotte. - Gli acheni (senza pappo) sono altamente modificati con margini ispessiti e, all'apice, ali aperte simili a braccia. | 2n = 12                                          |       |
| Dichromochlamys Dunlop, 1980             | Una specie: Dichromochlamys dentatifolia (F.Muell.) Dunlop, 1980   | Australia                                                     | Le brattee involucrali si incurvano dopo la fruttificazione. - Gli acheni sono lunghi 2 mm ed hanno un corto ma ampio collo. - Le setole del pappo sono disposte su 2 serie (quelle esterne più corte di quelle interne).                                                                     |                                                  |       |
| Dimorphocoma F.Muell. & Tate, 1883       | Una specie: Dimorphocoma minutula F.Muell. & Tate, 1883            | Australia meridionale                                         | Le foglie hanno delle forme oblanceolate. - Gli acheni dei fiori del disco sono provvisti di un pappo di setole. - Gli acheni dei fiori del raggio sono provvisti di un pappo di scaglie o setole.                                                                                            |                                                  |       |
| Elachanthus F.Muell., 1853               | 2                                                                  | Australia                                                     | Il portamento varia da eretto a decombente. - Sono presenti solamente foglie cauline. - I capolini sono solitari e terminali. - Gli acheni del raggio hanno il pappo a forma di scaglie. |                                                  |       |
| Ephedrides G.L.Nesom, 2020               | Una specie: Ephedrides trifurcata (Lander) G.L.Nesom, 2020         | Australia                                                     | Il portamento è basso e subarbustivo con rizomi legnosi. - L'"indumentum" è glabro-viscoso. - Le foglie sono di tipo bratteato. - I capolini sono solitari e con pochi fiori. |                                                  |       |
| Erodiophyllum F.Muell., 1875             | 2                                                                  | Australia                                                     | I fiori di questo genere sono di tre tipi diversi. - I fiori del raggio sono femminili di tipo radiato. - Il ricettacolo, con pagliette, è fortemente da convesso a conico. | 2n = 18                                          |       |
| Hullsia P.S.Short, 2004.                 | Una specie: Hullsia argillicola P.S.Short, 2004                    | Australia occidentale                                         | Il portamento è perenne erbaceo ramificato. - Le foglie si presentano glauche. - I fiori del disco sono funzionalmente maschili. |                                                  |       |
| Iotasperma G.L.Nesom, 1994               | 2                                                                  | Australia                                                     | Le brattee involucrali non sono incurvate. - Gli acheni sono lunghi 1 mm ed hanno un corto e stretto collo. - Il pappo è uniseriato e setoloso. |                                                  |       |
| Isoetopsis Turcz., 1851                  | Una specie: Isoetopsis graminifolia Turcz., 1851                   | Australia                                                     | Il portamento è erbaceo sessile. - Le foglie sono solamente basali raccolte in gruppo. - I capolini si trovano raccolti alla base delle foglie. - Il pappo è formato da scaglie. |                                                  |       |
| Ixiochlamys F.Muell. & Sond., 1853       | 4                                                                  | Australia                                                     | Il ricettacolo è piatto. - Gli acheni, lisci, sono provvisti di un lungo filiforme becco. - Il pappo è persistente. |                                                  |       |
| Landerolaria G.L.Nesom, 2020             | 10                                                                 | Australia                                                     | Il portamento di queste piante è arbustivo aromatico. - L'"indumentum" è composto da una miscela di peli ghiandolari biseriati e due tipi di uniseriati (semplici). - Le foglie hanno delle forme da oblunghe a strettamente lanceolate o ellittiche. - Gli acheni sono densamente sericei.   |                                                  |       |
| Linealia G.L.Nesom, 2020                 | Una specie: Linealia flocktoniae (Maiden & Betche) G.L.Nesom, 2020 | Australia                                                     | Questa pianta ha un portamento alto con superfici prive di ghiandole. - Le foglie hanno delle forme lineari. - I capolini sono raccolti in corimbi. - Gli acheni sono minuti. |                                                  |       |
| Kippistia F.Muell., 1859                 | Una specie: Kippistia suaedifolia F.Muell., 1859                   | Australia                                                     | I fiori del raggio sono gialli è l'ovario spesso è sterile. - I fiori del disco sono tetrameri. - Gli acheni all'apice sono troncati. - Il pappo è ampio. |                                                  |       |
| Minuria DC., 1836                        | 12                                                                 | Australia                                                     | La corolla dei fiori del disco ha 5 lobi. - Il pappo degli acheni dei fiori del raggio ha delle setole tutte di uguale lunghezza. - Il pappo degli acheni dei fiori del disco ha delle setole di diversa lunghezza oppure sono setole insieme a delle scaglie.                                | 2n = 18                                          |       |
| Muellerolaria G.L.Nesom, 2020            | 2                                                                  | Australia                                                     | Il portamento delle specie di questo genere è sub-arbustivo. - L'"indumentum" è composto di peli lunghi, rigidi, uniseriati e multicellulari (non sono presenti ghiandole). - Le foglie sono sessili. - I capolini sono grandi.                                                               |                                                  |       |
| Neolaria G.L.Nesom, 2020                 | 3                                                                  | Australia                                                     | Le foglie sono allungate con margini mucronati. - I peduncoli sono bratteati (brattee lineari). - I capolini formano dei grappoli vagamente corimbosi. - La superficie degli acheni è densamente sericea.                                                                                     |                                                  |       |
| Olearia Moench, 1802                     | 157                                                                | Australia, Nuova Guinea e Tasmania                            | I capolini sono sia solitari che raggruppati in sinflorescenze. - Le brattee involucrali sono disposte su 2 - 6 serie. - La superficie degli acheni varia da glabra a sericea. - Il pappo è formato da diverse setole di diversa lunghezza.                                                   | 2n = 18                                          |       |
| Pappochroma Raf., 1837                   | 9                                                                  | Australia meridionale e Tasmania                              | Queste piante sono delle erbacee perenni con una corta radice stolonifera. - Tutte le foglie sono basali. - La corolla dei fiori femminili è di tipo radiato. - Il pappo è formato da 6 - 20 setole barbate piuttosto robuste e persistenti.                                                  |                                                  |       |
| Pembertonia P.S.Short, 2004              | Una specie: Pembertonia latisquamea (F.Muell.) P.S.Short, 2004     | Australia occidentale                                         | Il portamento è arbustivo legnoso, spesso scandente. - Gli stili dei fiori del disco hanno delle appendici lunghe e oblunghe. - Gli acheni sono grandi, appiattiti, glabri, con molteplici vascolarizzazioni nel pericarpo.                                                                   | 2n = 18                                          |       |
| Peripleura (N.T.Burb.) G.L.Nesom, 1994   | 9                                                                  | Australia                                                     | Le corolle dei fiori del raggio sono colorate di blu o bianco ed hanno gli ovari fertili. - Le corolle dei fiori del disco sono pentamere. - Negli acheni l'inserzione del pappo varia da arrotondata a stretta.                                                                              | 2n = 18                                          |       |
| Phaseolaster G.L.Nesom, 2020             | 3                                                                  | Australia                                                     | Il portamento delle specie di questo genere è arbustivo. - Le foglie sono grandi, a disposizione alterna, picciolate, glabre e punteggiate di ghiandole viscoso-resinose. - Le sinflorescenze sono composte da piccoli capolini raccolti in formazioni corimbos                               |                                                  |       |
| Pilbara Lander, 2013.                    | Una specie: Pilbara trudgenii Lander, 2013                         | Endemismo della regione di Pilbara nell'Australia occidentale | Il portamento è arbustivo. - Le foglie hanno un contorno intero. - I capolini sono discoidi. - Il ricettacolo ha le pagliette. |                                                  |       |
| Remya Hillebr. ex Benth. & Hook.f., 1873 |                                                                    | Isole Hawaii                                                  | I fiori del disco esterni sono femminili. - Gli acheni dei fiori del raggio sono distintamente compressi. - Il pappo è formato da 3 - 9 subuguali piatte e persistenti setole. | 2n = 18                                          |       |
| Roebuckiella P.S.Short, 2015             | 9                                                                  | Australia                                                     | I segmenti delle foglie sono lineari. - Le brattee involucrali interne sono più corte di quelle esterne. - Le antere sono prive di appendici terminali. - Le appendici dello stilo hanno una sezione oblunga.                                                                                 | 2n = 18                                          |       |
| Spongotrichum Nees, 1832                 | 2                                                                  | Australia sud-orientale e Tasmania                            | I fusti sono sottili, glabri e sessili-ghiandolari. - Le foglie hanno delle forme lineari con rigonfiamenti nodulari-ghiandolari lungo i margini. - I capolini sono piccoli e si raggruppano in corimbi o pannocchie.                                                                         |                                                  |       |
| Tetramolopium Nees, 1832                 | 38                                                                 | Australia, Hawaii e Nuova Guinea                              | Il portamento delle specie di questo genere è sub-arbustivo o arbustivo con base legnosa. - I fiori del disco hanno gli ovari sterili. - Gli acheni dei fiori fertili hanno un paio di nervature facciali (raramente ne sono privi).                                                          | 2n = 18                                          |       |
| Vicinia G.L.Nesom, 2020                  | 2                                                                  | Australia                                                     | Le foglie sono raggruppate densamente ed hanno delle forme strette. - I capolini sono portati da peduncoli lunghi e privi di brattee. |                                                  |       |
| Vittadinia A.Rich., 1832                 | 24                                                                 | Australia, Tasmania e Nuova Zelanda                           | Gli acheni hanno un corto collo e per lo più sono da obovati a oblanceolati o cuneati. - Gli acheni hanno da 2 a numerose nervature facciali. - Gli acheni hanno una estensione basale ristretta e densamente ricoperta di peli rigidi e appressati.                                          | 2n = 18                                          |       |
| Walsholaria G.L.Nesom, 2020              | 4                                                                  | Australia                                                     | I fusti, le foglie e gli involucri sono glabri e resinosi, piccoli e ispessiti. - Le foglie hanno forme obovate o cuneate con margini distali poco dentati. - I capolini sono terminali solitari su brevi rami frondosi.                                                                      |                                                  |       |
| Wollemiaster G.L.Nesom, 2020             | Una specie: Wollemiaster cordatus (Lander) G.L.Nesom, 2020         | Australia                                                     | Il portamento è arbustivo con "indumentum" densamente stipitato-ghiandolare. - Le foglie sono sessili con forme oblunghe e strette e con base ampliata. - Le sinflorescenze si compongono di pochi capolini solitarie terminali e ascellari su rami fogliari.                                 |                                                  |       |